# Часослов (Рильке)
«Часослов» (англ. Das Stunden-Buch) — цикл стихов стихов Райнера Марии Рильке, созданный в 1899—1903 годах и впервые опубликованный в виде отдельной книги в 1905 году.

## Содержание
«Часослов» включает три цикла: «Об иноческой жизни», «О пути на богомолье» и «О бедности и смерти». По словам русского литературоведа А. Белобратова, это «построенный как „молитвенный“ монолог-триптих русского монаха и иконописца, обращающегося к мыслям о сотворении Бога искусством, о пути художника к своему „я“ и об экзистенциальных тяготах бытия».

## Значение
«Часослов» стал предметом живого интереса исследователей, которые, в частности, спорят о значении понятий «Бог» и «вещь», ключевых для понимания всего цикла.